# Before Dark
 (octobre 2012).
 (mai 2015).
Si vous disposez d'ouvrages ou d'articles de référence ou si vous connaissez des sites web de qualité traitant du thème abordé ici, merci de compléter l'article en donnant les références utiles à sa vérifiabilité et en les liant à la section « Notes et références ».
Before Dark est un groupe californien de R&B formé durant la fin des années 2000. Il est composé de deux sœurs, Arike Rice Jeni et Rice Genzuk (AKA Jeni G.) et de leur cousine Mia Lee.

## Discographie

### Album
- 2000: Daydreamin'

### Singles
| Année | Chansont       | Position aux charts | Position aux charts   | Position aux charts    |
| Année | Chansont       | Billboard Hot 100   | Hot R&B/Hip-Hop Songs | Rhythmic Airplay Chart |
| ----- | -------------- | ------------------- | --------------------- | ---------------------- |
| 1999  | "Baby"         | -                   | 48                    | -                      |
| 1999  | "Come Correct" | -                   | 93                    | -                      |
| 2000  | "Monica"       | 77                  | 41                    | 22                     |